# Флатангер
Флатангер (норв. Flatanger) — коммуна в губернии Нур-Трёнделаг в Норвегии. Административный центр коммуны — город Лёувснес. Официальный язык коммуны — нейтральный. Население коммуны на 2007 год составляло 1138 чел. Площадь коммуны Флатангер — 460,23 км², код-идентификатор — 1749.

## История населения коммуны
Население коммуны за последние 60 лет.

Статистика коммуны Флатангер